# Кельтское язычество
Кельтское язычество, также кельтское многобожие (политеизм) — религиозные верования и практики древних кельтских народов Западной Европы до периода христианизации. Кельтское язычество было политеистическим и анимистическим.
Религиозные верования и практики кельтов отличались в разных кельтских землях, которые тогда включали в себя Ирландию, Британию, Кельтиберию, Галлию, Галатию, земли вдоль реки Дунай. Однако все равно можно отметить общность кельтского язычества этих местностей.
Кельтские религиозные практики претерпели отпечаток романизации, последовавшей за завоеванием Римской Республикой некоторых кельтских территорий, таких как Галлия (в 58-51 гг до н. э.) и Британия (43 г до н. э.). Глубина и значительность романизации кельтского политеизма до сих пор являются предметом спора среди учёных.
Кельтское язычество пришло в упадок во времена господства Римской Империи, особенно после фактического запрета одной из его форм — друидизма — императором Клавдием в 54 г н. э. Язычество продолжало своё существование немного дольше в Британии и Ирландии, где постепенно исчезло в период христианизации в V—VI веках.

## Источники

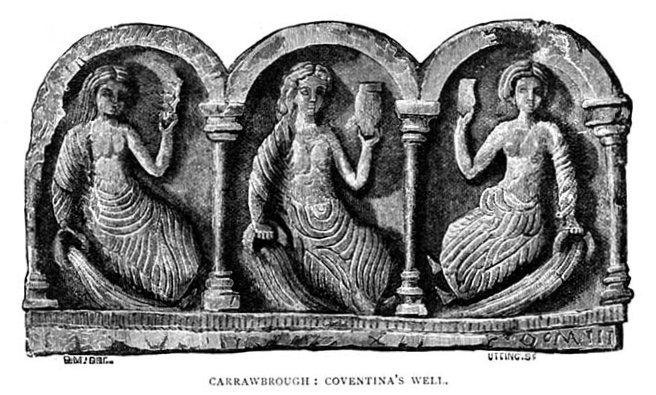
Изображение богини Ковентины (современная Шотландия).

### Литературные источники
Кельты эпохи железного века не оставили никаких письменных свидетельств о своей религии не потому, что не умели писать (многие континентальные кельты знали алфавит и использовали его для других целей, в древней Ирландии употреблялось огамическое письмо), а потому, что это было запрещено. Друиды, священническая каста кельтов, передавали свои знания только устно; возможно, таким образом они защищали свои секреты от посторонних.

#### Греческие и римские источники
Различные греческие и римские писатели древнего мира описывали кельтов и их верования. Подробные описания кельтских обычаев содержались в утраченной работе Посидония, которой пользовались Диодор, Страбон и Афиней. Римский император Юлий Цезарь, возглавивший завоевательные походы против кельтской Галлии, описал нравы и религию галлов. Некоторые его утверждения, например о том, что друиды занимались человеческими жертвоприношениями, сжигая людей в огромных фигурах, сплетённых из прутьев, вызывают у современных учёных сомнения.
Ключевая проблема с использованием этих источников состоит в том, что их авторы зачастую настроены против кельтов, которых античные люди считали «варварами». Римляне, завоевавшие кельтские королевства, не были беспристрастными наблюдателями: в своих сочинениях они зачастую показывали кельтов жестокими и нецивилизованными, таким образом давая «цивилизованным» римлянам больше причин завоевать их. Имелась и противоположная тенденция: некоторые античные авторы идеализировали кельтов, создавая образ «благородного дикаря», не испорченного цивилизацией.

#### Ирландские и валлийские источники

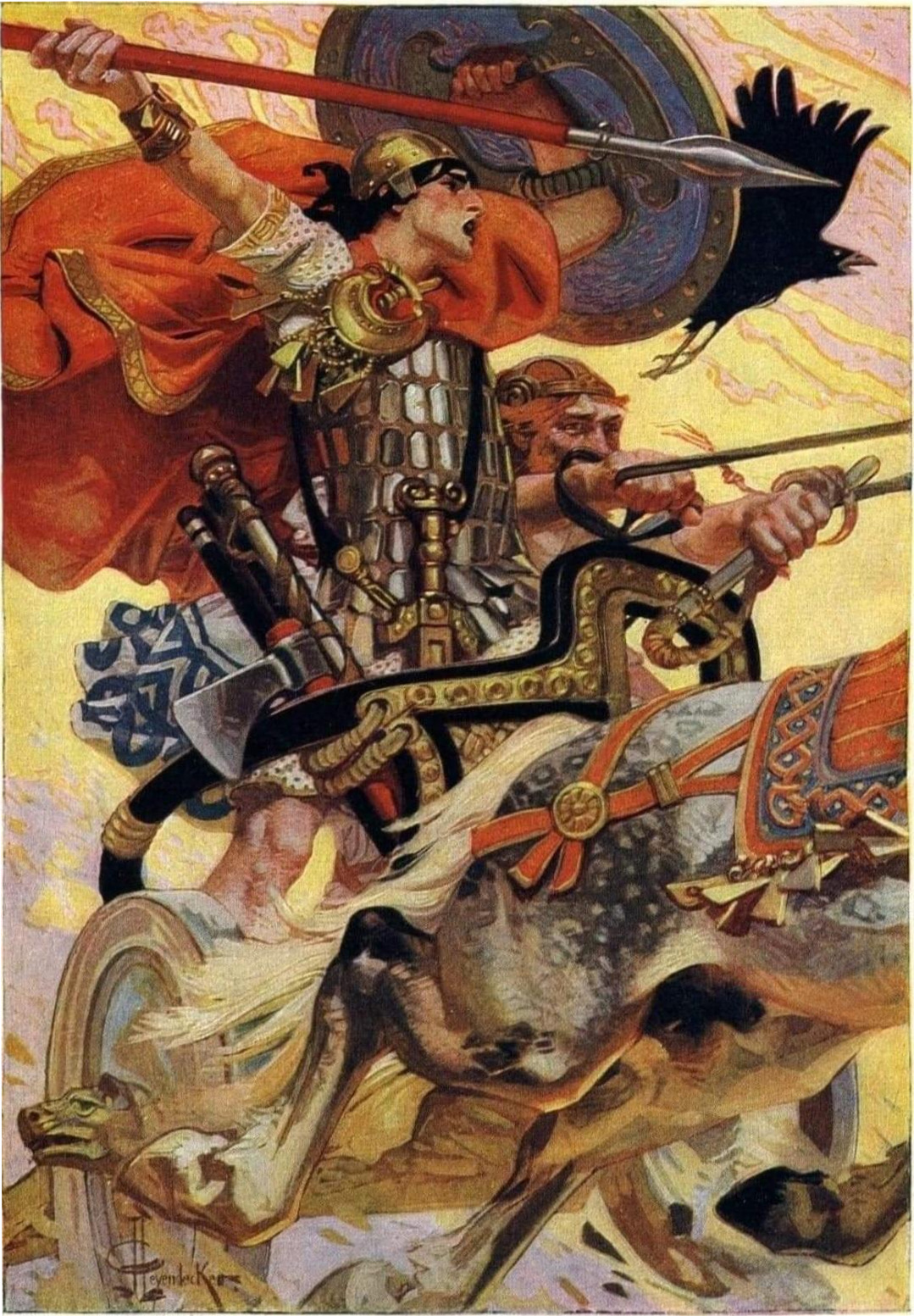
Сцена из ирландского эпоса Похищение быка из Куальнге, который рассказывает про великую войну. Здесь изображён герой Кухулин. Действие эпоса происходит в языческую эпоху, но он дошёл до нас в изложении христианских авторов.

Другие литературные источники были созданы в населённых кельтами странах — Уэльсе и Ирландии во времена христианского средневекового периода, спустя несколько веков после исчезновения кельтского язычества. Эти источники представлены в форме мифологических преданий, таких как валлийский Мабиногион и ирландский эпос «Похищение быка из Куальнге». Они были первоначально написаны на средневаллийском и древнеирландском языках соответственно.
Эти источники были созданы несколько столетий после того как христианство стало господствующей религией в этих районах, и были написаны христианами, возможно — монахами (в то время монахи были одними из немногих людей, способных писать). Вместо того, чтобы рассматривать персонажей как божеств, средневековые авторы сделали из них исторических деятелей. В ирландских источниках утверждается, что Туата Де Дананн — не боги, а древнее племя, заселившее Ирландию после Фир Болг и до Сыновей Миля. До сих пор среди специалистов спорным вопросом является, насколько эти произведения отражают дохристианскую эпоху. Некоторые специалисты (П. Мак-Кана, Д. Мёрфи) считали, что древнеирландская и валлийская литература отражает мифы и предания языческой эпохи, сохранившиеся среди наследников языческих друидов, хранителей старины (филидов) и поэтов (бардов). Другие (Д. Карни, К. Мак-Кон) полагают, что речь идёт о литературных произведениях, в которых монахи, опираясь на библейские и античные образцы, пытались показать, какой, по их мнению, должна была быть дохристианская эпоха.

### Археологические источники
Археологические свидетельства не содержат предвзятости, свойственной литературным источникам. Тем не менее, интерпретация этих доказательств может иногда быть искажена мышлением человека 21-го века.
Различные археологические открытия помогают понять языческую религию кельтов. Во-первых, кельтские монеты Галлии, Ретии, Норика и Британии. Первоначально они чеканились по образцам монет эллинистических правителей, но впоследствии на них начинают появляться характерные для кельтов мифологические мотивы (фантастические звери, отрубленные головы, колосья). Во-вторых, скульптуры, памятники и надписи, связанные с кельтами континентальной Европы и Римской Британии. Большинство памятников и сопровождающие их надписи принадлежат римскому периоду и отражают значительную степень синкретизма между кельтскими и римскими богами; даже там, где фигуры и мотивы, кажется, происходят из доримских традиций, их трудно интерпретировать в связи с отсутствием памятников галльской литературы и мифологии. Известный пример этого — рогатое божество, которое назвали Цернунн; было найдено несколько изображений и описаний этого божества, но до нас не дошло никаких связанных с ним мифов, и нет прямых данных о том, как ему поклонялись.

## Верования

### Божества

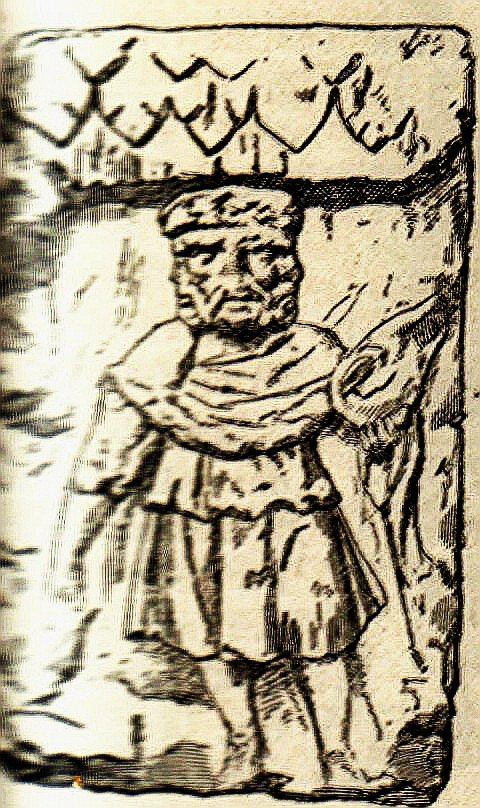
Барельеф с изображением трёхликого божества, обнаруженный в Париже в 1867 году. Некоторые учёные отождествляют его с Лугом.

Кельтская религия была политеистической: кельты верили во множество божеств, богов и богинь. Самые известные среди них были общекельтскими: поклонение им засвидетельствовано в большей части кельтского мира, хотя эти божества могут быть известны под различными местными названиями и с различными ассоциациями. Общекельтские божества составляют лишь небольшой процент от всех кельтских богов; грубо говоря, примерно из 300 кельтских божеств, о которых мы знаем, только около 60 могут быть найдены в более чем одном регионе и из них только приблизительно 20-30 являются общекельтскими.
Кельты также были анимистами, верили в божества, связанные с различными явлениями природы, такими, как деревья, потоки воды, которые часто чтили в местных храмах (например, богиня Секвана — покровительница реки Сены).
Согласно некоторыми источникам античности, кельты поклонялись силам природы, не изображая их в человеческом облике (см. Антропоморфизм), в отличие от других языческих народов, таких как греки, римляне, египтяне. Со временем, особенно после римского завоевания, когда влияние античных образцов на кельтское искусство и религию значительно возросло, кельты стали придавать своим божествам человеческие формы и продвинулись от анимизма к более романизированному римскому политеизму. В изображениях некоторых кельтских божеств, в том числе Луга и так называемых «Матрон» заметна троичность.
Островные кельты поклонялись своим личным или племенным, родовым богам, земле, морю и небу. Например: «Клянусь богом, которым клянётся мой народ» и «Если я нарушу свою клятву, пусть Земля откроется чтобы проглотить меня, море подымется чтобы утопить меня и небо упадет на меня».

#### Общекельтские божества
Некоторые боги кельтов были обожествлениями основных природных явлений, таких как солнце. Кельты не поклонялись солнцу, но рассматривали его как символ светлого божественного начала. Таким божествам поклонялись все кельты, однако в разных местах они часто назывались различными именами. Примером этого был бог Луг (Lugus), который упоминается в поздней ирландской мифологии как Луг (Lug) и позже — в валлийской мифологии, — под именем Ллеу Ллау Гифс (Lleu Llaw Gyffes).
Другой широко распространённый пан-кельтский бог — Таранис (Taranis) — бог грома, поклонение которому засвидетельствовано в Галлии, Великобритании и Испании. Другими подобными божествами были Тевтат, бог-покровитель племени, почитавшийся как в Галлии, так и в Британии, Белен (Belenos), бог исцеления, и Цернунн (правильнее — Кернунн) (Cernunnos), рогатая фигура которого была найдена в Галлии.
Были также общекельтские богини. Примерами этого служат богини-матери (такие как Дану в Ирландии и Дон в Уэльсе), богини воды (Секвана в Галлии и Сулис в Британии) и богини лошадей — Эпона (Epona) во Франции, Маха (Macha) в Ирландии и Рианнон (Rhiannon) в Уэльсе).
Когда римляне завоевали кельтские земли — Галлию, Испанию и Великобританию, они стали отождествлять кельтских богов со своими собственными божествами (в научной литературе это называется interpretatio Romana — «римская интерпретация»). Например, они утверждали, что галльский кельтский бог Белен (Belenos) — по сути, то же, что их собственный бог Аполлон, и что Луг (Lug) — то же, что и их собственный Меркурий. Данные римской эпохи, в том числе надписи и барельефы, где отождествляются кельтские и римские божества, являются одними из немногих источников информации, которую мы имеем о кельтских богах.

#### Местные божества и поклонение природе

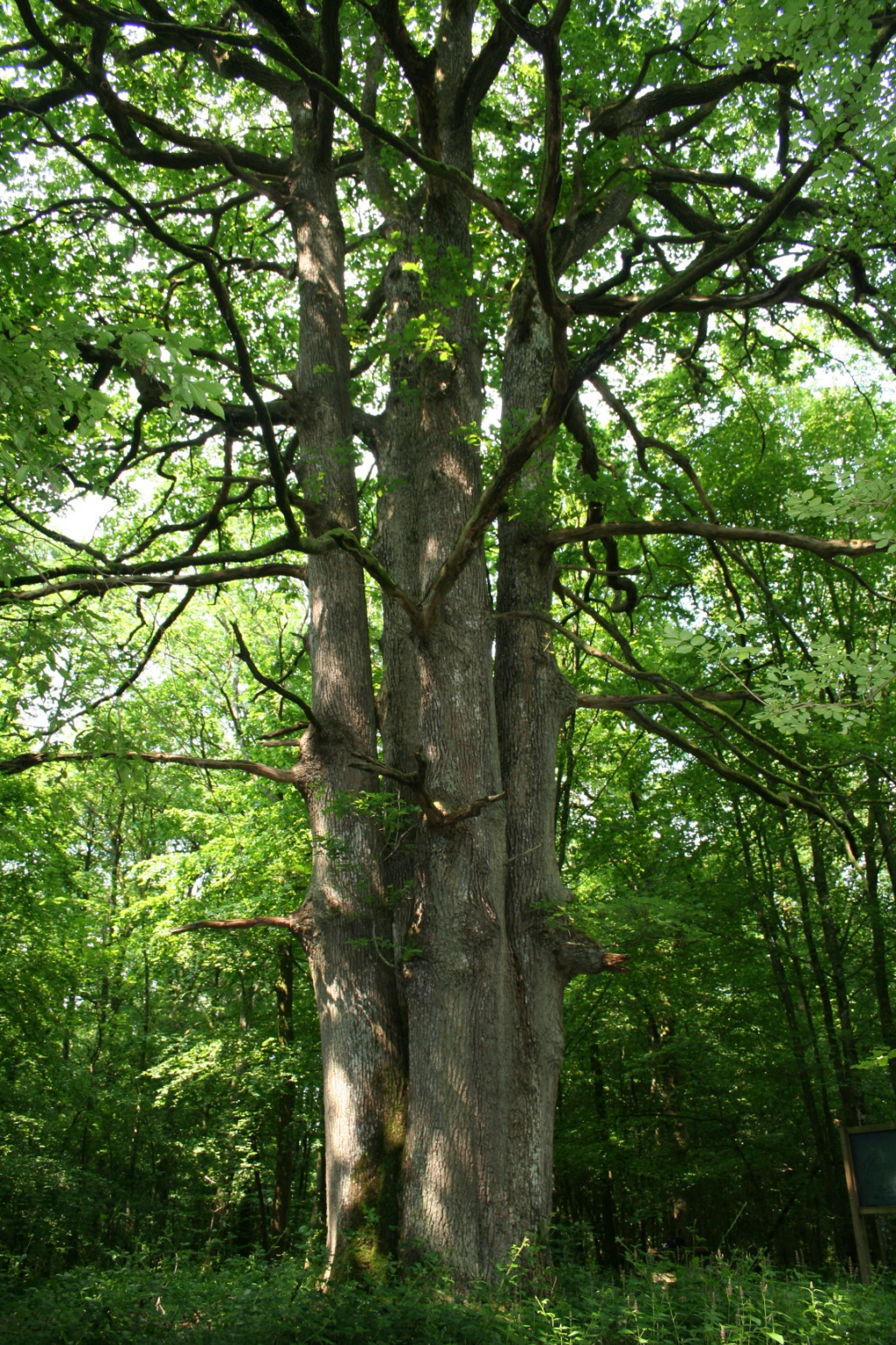
Дуб — одно из трёх деревьев, которое обожествляли кельтские язычники.

Кельты были анимистами, они верили, что все явления живой природы содержат в себе духов и с этими духами можно общаться. Анимистическим божествам часто поклонялись, и такие места, как скалы, потоки, горы, деревья могли иметь места для поклонения богам или предполагали пребывание божеств там. Эти духи могли быть местными, которым поклонялись жители, проживавшие рядом с храмом и не общекельтскими (например, некоторые из политеистических богов). Подобное вероисповедание обнаружено в современном синто в Японии, где также существует поклонение местным духам-ками.
Древние кельты считали божественными некоторые деревья. Считается, что наиболее священными для них были дуб, ясень и боярышник. Культ деревьев существовал как у островных, так и у континентальных кельтов. Важность деревьев в кельтской религии демонстрирует тот факт, что, например, название племени эбуронов и бриттское название города Йорк — Eburacum — содержит кельтское обозначение тисового дерева (ср. др.‑ирл. ibar). В ирландских мифах можно встретить такие имена, как Mac Cuilinn (сын остролиста) и Mac Ibar (сын тиса). Один из древнеирландских юридических трактатов выделял среди деревьев наиболее почитаемые — «знать леса» (airig fedo — дуб, тис, орех, яблоня) и «холопов леса» (aithig fedo — ива, вяз).
В Ирландии поклонялись и лососю, который питался лесными орехами, окружавшими священный пруд. Лосось — обитатель священного источника, — считался символом мудрости.
Горячие источники и реки были также популярными местами поклонений и были в основном связаны с излечиванием, исцелением.
Существует теория, согласно которой вера в фей и другие волшебные существа (такие, как гномы, эльфы, пикси) в заселённых кельтами странах в Средневековье и Новое время, является отражением дохристианской веры в анимистических божеств природы, переосмысленной в свете христианского мировоззрения. Их считали уже не божествами природы, а духами, зачастую злобными и недружелюбными.
Зачастую к феям было такое же отношение как и к языческим богам: с приношениями на деревьях и других местах поклонения в целях умилостивления и для обеспечения хорошего урожая или охоты и т. д.

### Загробная жизнь

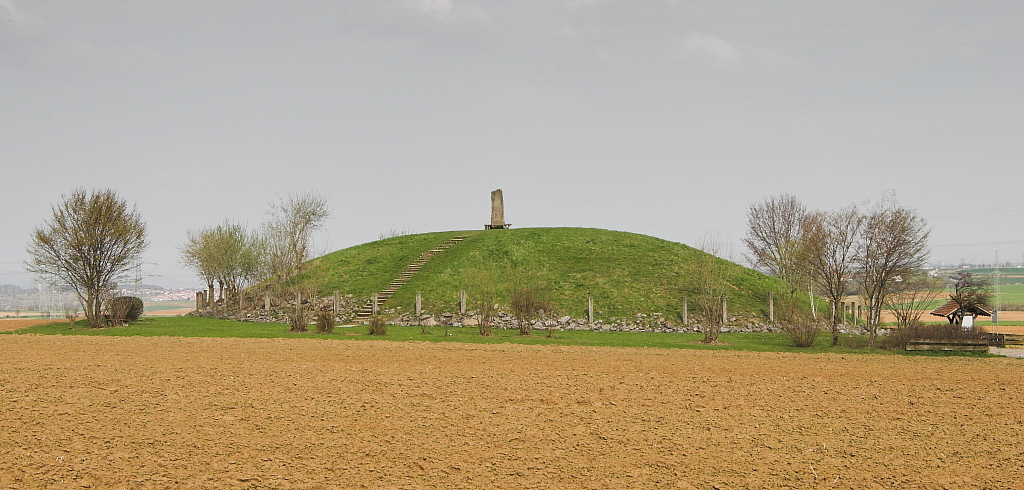
Реконструированный кельтский курган с захоронениями, который находится рядом с Хохдорфом (Германия). Такие захоронения были обычно зарезервированы для влиятельных и богатых кельтов.

К сожалению, нет никакой прямой информации, говорящей о верованиях кельтов насчет того, что происходит с умершими после смерти. Однако из археологических открытий, римских записей и более поздней мифологии можно предположить возможные представления кельтов о загробной жизни.
Кельтские процедуры похорон, которые включали в себя захоронение пищи, оружия и украшений вместе с мёртвым, дают право полагать, что кельты верили в продолжение жизни после смерти.
Друиды (кельтский учёный класс, который включал членов духовенства), как говорил Цезарь, верили в перевоплощение и переселение души. Общим фактором в поздней мифологии христианских кельтских наций является их верование в потусторонний мир. Для них это было царством волшебных существ и других сверхъестественных предметов, которые соблазняли людей в свой мир. Иногда этот потусторонний мир, как утверждали, был под землёй, в других случаях он, как говорили, лежал далеко на западе. Некоторые учёные предположили, что потусторонний мир являлся языческой кельтской загробной жизнью, хотя прямых доказательств этому нет.

## Обычаи

### Праздники

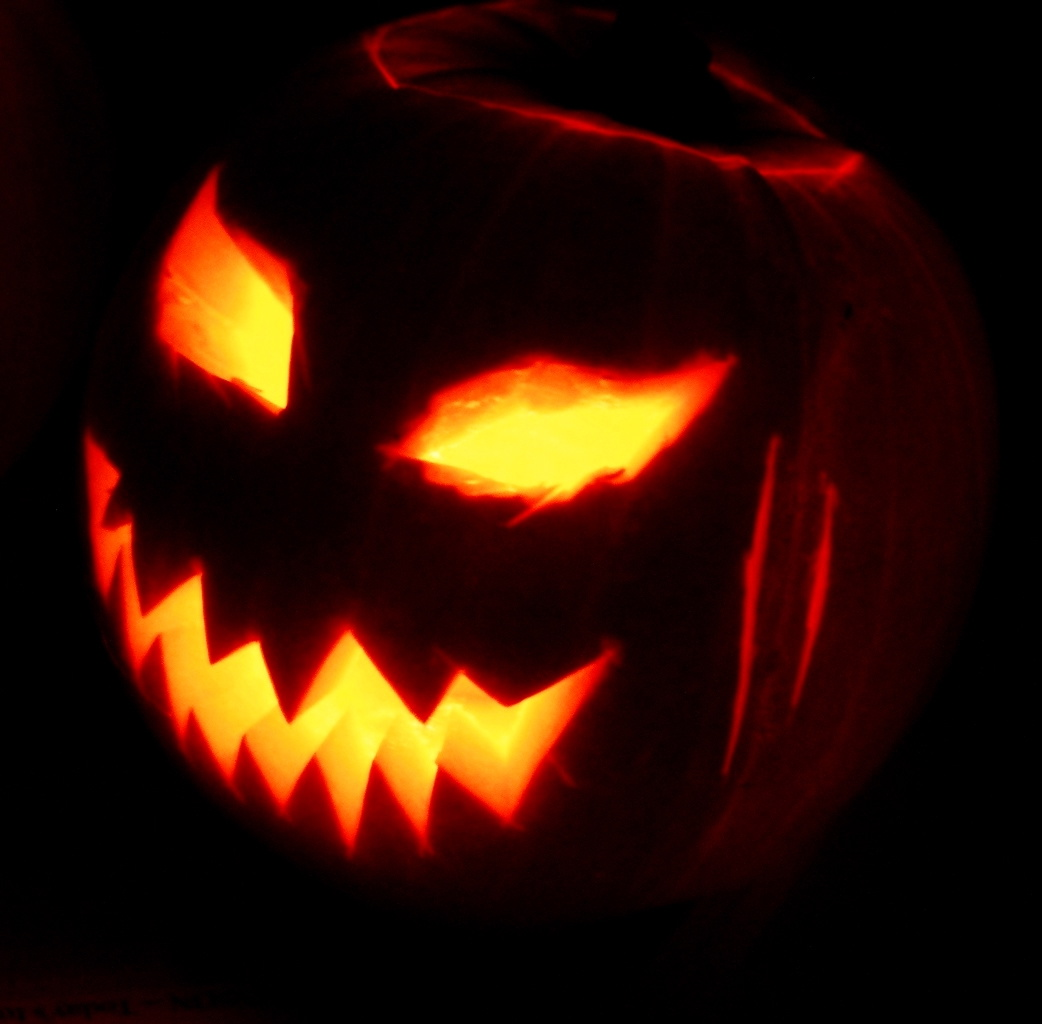
«Джек-Фонарь» (тыквенная голова), сделанная к празднику Хэллоуин. Считается, что Хэллоуин — христианизированная форма кельтского праздника Самайн, а «Джек — Фонарь» относится к кельтским формам поклонения. Использовался для того чтобы пугать злых духов, которые могли появиться в тот день.

Фактически всё, что мы знаем о кельтских языческих религиозных праздниках, почерпнуто из островных, прежде всего ирландских, источников. Некоторая информация о календаре континентальных кельтов содержится в так называемом «календаре из Колиньи»: некоторые названия там совпадают с ирландскими, например, месяц самоний (ср. ирл. Самайн), гиамоний (ср. др.‑ирл. gaim «зима»). Предполагается, что у кельтов было четыре религиозных праздника в год. Они были равноудалены друг от друга и делили год на четыре четверти.
Первый праздник — Самайн (Calan Gaeaf в Уэльсе), проводился 1 ноября. Этот праздник обозначал конец одного скотоводческого года и начало другого. Считалось, что тогда духи Потустороннего мира становились видимыми людям. В период христианизации Самайн был переименован в День Всех Святых, (или День Мёртвых, День Смерти), кануном которого является Хэллоуин, известный и в настоящее время.
Второй — Имболк (Gŵyl Fair y Canhwyllau или Gŵyl y Canhwyllau в Уэльсе), праздновался накануне 1 февраля. Он был посвящён священной богине изобилия и плодородия Бригите, считался весенним праздником. Позже был христианизирован и назван Праздником Святой Бригиты.
Третий — Белтейн (Calan Mai в Уэльсе), проводился накануне 1 мая. Он был посвящён богу Белу, и обычно на этом празднике жгли костры. Позднее при христианизации был переименован в Праздник Святого Иоанна, а традиция празднования Первого Мая, скорее всего, основана именно на этом.
Четвёртым праздником древних кельтов был Лунаса (Лугнасад) (Calan Awst в Уэльсе), который отмечался в августе. Он относился к богу Луг, который, согласно мифологии, давал пир в честь своей приёмной матери Тайльтиу.

### Храмы
Античные источники утверждают, что у кельтов не было никаких храмов до галло-римского периода и что их церемонии проходили в священных рощах и лесах. Тем не менее, археологами было обнаружено большое количество храмов на территории древних кельтских поселений, прежде всего в Галлии. В галло-римский период строились более устойчивые каменные храмы: остатки многих из них были найдены археологами как на территории Великобритании, так и Галлии. Тогда и появился характерный тип кельтско-римского храма (лат. fanum). Его отличало от римских храмов наличие галерей на всех четырёх сторонах центральной целлы (внутренней части храма).

### Жертвоприношения

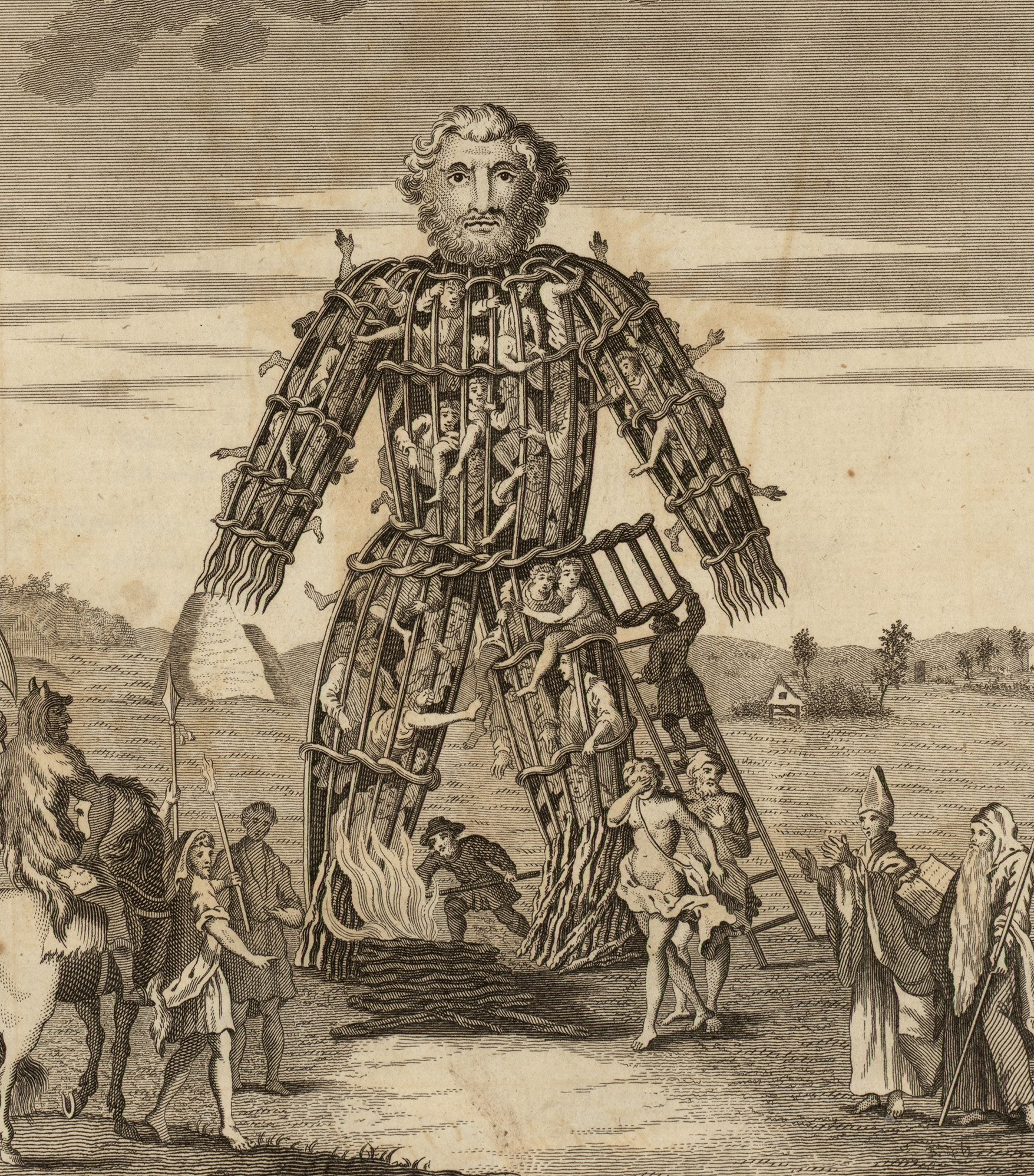
Иллюстрация XVIII века, изображающая сожжение людей в огромном чучеле, сплетённом из прутьев; об этом способе жертвоприношений у кельтов сообщает Цезарь. Легенда о «плетёном человеке» послужила основой для нескольких фильмов ужасов.

Римские писатели утверждали, что кельты практиковали человеческие жертвоприношения в Галлии: Цицерон, Юлий Цезарь, Светоний и Лукан упоминают об этом, а Плиний Старший сообщает, что подобное встречалось и в Британии, но было запрещено во времена Тиберия и Клавдия.
Однако существует мнение, что эти утверждения были ложными и использовались только как пропаганда для оправдания завоевания этих земель Римом. Известно не так много археологических памятников, которые доказывают применение человеческих жертвоприношений. Ряд современных историков склонны расценивать их как редкость в кельтской культуре. Есть некоторые косвенные свидетельства того, что человеческое жертвоприношение было известно в Ирландии и позже запрещено святым Патриком.

## Религиозные общественные классы
Согласно Посидонию и более поздним классическим авторам, в религии и культуре существовали три профессиональных класса — друиды, барды и оваты (др.-греч. ὀυάτεις). Эта тройная иерархия отражалась среди двух главных ветвей кельтов в Ирландии и Уэльсе, но лучше всего представлена в традиции раннесредневековой Ирландии, где также были известны жрецы-друиды (др.‑ирл. druíd), высший класс поэтов и историков — филиды (др.‑ирл. fílid) и «пророки» (др.‑ирл. fáith). Однако эти категории не всегда устанавливаются и могут быть названы или разделены по-разному в разных первичных источниках.